# Fockeschlass
Das Fockeschlass ist eine abgegangene Burg auf der Gemarkung der heutigen Gemeinde Koerich im Kanton Mersch im Großherzogtum Luxemburg.

## Lage und Besitz
Die Burg lag nur knapp 200 Meter westlich von Schloss Koerich. Bewohnt wurde die Burg von den Rittern der Familie Fock von Hübingen. Erst um 1593 wird die Burg als Schloss bezeichnet, nachdem eine Nebenlinie der Viandener Grafen eingeheiratet hatte. Heute erinnern nur noch Flur- und Straßennamen an die ehemalige Burg.

## Geschichte
Um 1200 wurde wohl ein stehender runder Bergfried errichtet. Um 1350 wurde dieser mit einem gotischen Wohnhaus verbunden. Der Zugang erfolgte über den zweiten Stock. Zur selben Zeit wurde auch ein Taubenturm sowie ein Pranger am Standort schriftlich erwähnt. Zwischen 1596 und 1632 wurde an der Westseite des Wohnhauses ein rechteckiger Renaissancebau angefügt. Die hölzerne Zugbrücke am südlichen Teil des Grabens wird durch eine Steinbrücke ersetzt und 1632 vor der östlichen Mauer eine Kapelle errichtet. Diese wurde von Ludwig von Nassau und seiner Gattin Claudia Fock von Hübingen durch das gemeinsame Testament gespendet. Zu Beginn des 18. Jahrhunderts erfolgen noch Sanierungsarbeiten innerhalb der stark verschlissenen Anlage. Auch wurde eine Remise angebaut. Aber schon 1777 wird die Burg nur noch als Ruine bezeichnet. 1788 wird urkundlich erwähnt,  dass die baufällige Kapelle abgerissen wurde. Die Steine werden nach und nach abgetragen und für den Wohnhausbau im Ort verwendet. Um 1900 sind nur noch einige Kellerräume der Burg vorhanden. 
Heute ist von der Burganlage nichts mehr erhalten. Im Jahr 2011 wurde am Standort eine Gedenktafel zur Erinnerung angebracht.